# Ramón Bermejo Mesa
Ramón Bermejo Mesa (Salamanca, 1895-1955) fue un estudioso de la cultura hebrea, profesor de Lengua y Literatura Hebreas en la Universidad de Salamanca desde los años treinta hasta los años cincuenta del siglo veinte.
Inició sus estudios en la Universidad de Salamanca, para pasar a ser discípulo y colaborador en Madrid de Abraham Shalom Yahuda. Tras obtener el Doctorado en 1917 en la Universidad de Madrid con una Tesis sobre epigrafía funeraria judeoespañola pasó a impartir docencia en la Universidad de Salamanca, donde permaneció como catedrático hasta el final de su vida.

## Obras de Ramón Bermejo Mesa
- Ramón Bermejo Mesa, De Epigrafia hispano-hebrea. Edición y traducción castellanas de veinticinco inscripciones sepulcrales hebraicas pertenecientes al cementerio judío de Toledo (siglos XIII al XV), Madrid, C. Bermejo, 1935